# Première dame de Tunisie
La Première dame de Tunisie est l'épouse du président de la République tunisienne. Moufida Bourguiba est la première à être désignée par ce titre, à partir de 1957.
Cette fonction n'est pas prévue par la Constitution tunisienne, mais la Première dame exerce néanmoins un rôle de représentation, de patronage et d'accompagnement du chef de l'État dans ses missions diplomatiques. Beaucoup mettent leur image au service de causes à caractère humanitaire ou caritatif comme Wassila Bourguiba et Leïla Ben Ali.
La Tunisie a connu neuf Premières dames, soit les deux épouses successives du président Habib Bourguiba, les deux épouses successives du président Zine el-Abidine Ben Ali et les épouses de Fouad Mebazaa, Moncef Marzouki, Béji Caïd Essebsi, Mohamed Ennaceur et Kaïs Saïed.
Ichraf Saïed occupe ce rôle depuis le 23 octobre 2019, jour de l'investiture de son époux. Elle succède ainsi à Siren Ennaceur, épouse du président par intérim Mohamed Ennaceur.

## Fonction
La conjointe du président n'a jamais eu de fonction légalement établie mais bénéficie cependant d'une place dans le protocole : elle est en effet fréquemment présente lors des dîners officiels au palais présidentiel de Carthage et lors de voyages diplomatiques à l'étranger.
Sous la présidence de Bourguiba, son épouse Wassila, connue sous le titre de Majda (الماجدة soit « Vénérable »), devient peu à peu très influente au palais présidentiel de Carthage — elle se fait appeler « présidente » — même si Bourguiba la tient en apparence à l'écart des affaires politiques. Pour l'ancien ministre Tahar Belkhodja, elle est celle « chez qui faisaient antichambre les Premiers ministres et tous les collaborateurs du président ». Sous la présidence de Zine el-Abidine Ben Ali, son épouse Leïla participe activement à la campagne électorale de son mari lors de l'élection de 1999. Présente à toutes les cérémonies officielles, elle lit parfois des discours à sa place.
En matière sociale, la Première dame joue aussi un rôle, en particulier Leïla Ben Ali, dont les activités à la tête de l'association caritative Basma pour la promotion de l'emploi des handicapés sont très médiatisées par le pouvoir tunisien.
Après la révolution de 2011, le rôle de la Première dame est considérablement réduit.

## Liste
| Portrait | Nom                  | Nom de jeune fille | Naissance-Décès | Époux                   | Mariage | Période   |
| -------- | -------------------- | ------------------ | --------------- | ----------------------- | ------- | --------- |
|          | Moufida Bourguiba    | Lorain             | 1890-1976       | Habib Bourguiba         | 1927    | 1957-1961 |
| Vacance  | Vacance              | Vacance            | Vacance         | Habib Bourguiba         |         | 1961-1962 |
|          | Wassila Bourguiba    | Ben Ammar          | 1912-1999       | Habib Bourguiba         | 1962    | 1962-1986 |
| Vacance  | Vacance              | Vacance            | Vacance         | Habib Bourguiba         |         | 1986-1987 |
|          | Naïma Ben Ali        | Kefi               | ?-2025          | Zine el-Abidine Ben Ali | 1964    | 1987-1988 |
| Vacance  | Vacance              | Vacance            | Vacance         | Zine el-Abidine Ben Ali |         | 1988-1992 |
|          | Leïla Ben Ali        | Trabelsi           | 1956-           | Zine el-Abidine Ben Ali | 1992    | 1992-2011 |
|          | Lilia Mebazaa        | Ben Chedly         | ?-              | Fouad Mebazaa           | ?       | 2011      |
|          | Béatrix Marzouki     | Rhein              | ?-              | Moncef Marzouki         | 2011    | 2011-2014 |
|          | Chadlia Caïd Essebsi | Farhat             | 1936-2019       | Béji Caïd Essebsi       | 1958    | 2014-2019 |
|          | Siren Ennaceur       | Mønstre            | 1940-           | Mohamed Ennaceur        | v. 1959 | 2019      |
|          | Ichraf Saïed         | Chebil             | 1973-           | Kaïs Saïed              | ?       | 2019-     |

## Origines
Trois Premières dames sont d'origine étrangère : deux de nationalité française (Moufida Bourguiba et Béatrix Marzouki) et l'autre de nationalité norvégienne (Siren Ennaceur).

## Situation conjugale
Tous les présidents de la République tunisienne ont été mariés durant leur mandat, à l'exception de Habib Bourguiba, entre son divorce avec Mathilde Lefras le 21 juillet 1961 et son remariage avec Wassila Ben Ammar le 12 avril 1962, ainsi qu'après son deuxième divorce le 11 août 1986 et la fin de son mandat le 7 novembre 1987.
La même situation se produit avec son successeur, Zine el-Abidine Ben Ali, qui reste célibataire pendant quatre ans, de son divorce avec Naïma Kefi en 1988 à son remariage avec Leïla Trabelsi en 1992, bien qu'il ait été en relation avec elle dès le milieu des années 1980.
Moncef Marzouki change de statut conjugal immédiatement après son accession de la présidence en épousant sa compagne française Béatrix Rhein en décembre 2011.
Chadlia Saïda Farhat est la seule Première dame à devenir veuve en cours de mandat, après la mort de son époux Béji Caïd Essebsi.